# میلنا آصلانیان
میلنا آصلانیان (ارمنی: Միլենա Ասլանյան؛ زادهٔ ۱۵ مهٔ ۲۰۰۲) بازیکن فوتبال در پست مدافع اهل ارمنستان است.

## باشگاهی
از باشگاه‌هایی که در آن بازی کرده‌است می‌توان به باشگاه فوتبال زنان آلاشکرت اشاره کرد.

## تیم ملی
وی همچنین در تیم ملی فوتبال زیر ۱۹ سال زنان ارمنستان بازی کرده‌است. 